# Бешеньова
Бешеньова (словац. Bešeňová) — село, громада округу Ружомберок, Жилінський край. Кадастрова площа громади — 4.3 км².
Населення 773 особи (станом на 31 грудня 2018 року).

## Історія
Бешеньова згадується 1503 року.

## Населення
| Рік:            | 1994. | 2004.   | 2014.    | 2024.    |
| --------------- | ----- | ------- | -------- | -------- |
| Кількість осіб: | 402   | 388     | 635      | 772      |
| Різниця:        |       | -3,48 % | +63,65 % | +21,57 % |

| Рік:            | 2023. | 2024.   |
| --------------- | ----- | ------- |
| Кількість осіб: | 754   | 772     |
| Різниця:        |       | +2,38 % |